# Will Wright (acteur)
Pour les articles homonymes, voir Will Wright et Wright.
Will Wright est un acteur américain, né le 26 mars 1894 à San Francisco, en Californie (États-Unis) et mort le 19 juin 1962 à Hollywood (Californie).

## Filmographie

### Années 1940-1944
- 1940 : Blondie Plays Cupid : Mr. Tucker
- 1940 : You, the People : Mr. Roberts
- 1941 : Maisie Was a Lady : juge Thatcher
- 1941 : Les Oubliés (Blossoms in the Dust) : Texas Senator
- 1941 : Cracked Nuts d'Edward F. Cline : Sylvanus Boogle
- 1941 : The Richest Man in Town (en) de  Charles Barton : Frederick Johnson
- 1941 : World Premiere : Luther Shinkley
- 1941 : Franc jeu (Honky Tonk) : Townsman at meeting house
- 1941 : Mob Town : Pawnbroker
- 1941 : The Tell-Tale Heart : Second Deputy Sheriff
- 1941 : L'Ombre de l'Introuvable (Shadow of the Thin Man) : Ticket Seller Maguire
- 1942 : USS VD: Ship of Shame : Commandant
- 1942 : Ferme ta grande gueule! (en) (Shut My Big Mouth) de Charles Barton : Jim
- 1942 : Cinquième Colonne (Saboteur), d'Alfred Hitchcock : Company official
- 1942 : The Postman Didn't Ring : Mr. Slade
- 1942 : Six Destins (Tales of Manhattan) de Julien Duvivier : Skeptic at Concert
- 1942 : Bambi : Friend Owl (voix)
- 1942 : Wildcat (en) : Paw Smithers
- 1942 : Paramount Victory Short No. T2-1: A Letter from Bataan : Mr. Limpert the Mailman
- 1942 : Uniformes et Jupons courts (The Major and the Minor) de Billy Wilder : Ticket agent #1
- 1942 : Tennessee Johnson de William Dieterle : Alderman
- 1943 : The Meanest Man in the World de Sidney Lanfield : Pawn Shop Owner
- 1943 : Cowboy in Manhattan : Higgins
- 1943 : Celles que fiers nous saluons (So Proudly We Hail!) de Mark Sandrich : Col. Clark
- 1943 : Submarine Alert (en) de Frank McDonald : Local Sheriff
- 1943 : The Good Fellows de Jo Graham : Brother from Danville
- 1943 : Sleepy Lagoon : Cyrus Coates
- 1943 : Minesweeper (en) de William Berke : Naval Captain
- 1943 : Here Comes Elmer : Horace Parrot
- 1943 : La Ruée sanglante (In Old Oklahoma ou War of the Wildcats), d'Albert S. Rogell : Docteur
- 1944 : The Navy Way : Baldy, Triangle A Ranch Hand
- 1944 : You Can't Ration Love : Judge Cary, Justice of the Peace
- 1944 : Take It Big : Rodeo Judge
- 1944 : Le Président Wilson (Wilson) de Henry King : Hughes campaign orator in Maine
- 1944 : The Town Went Wild : Judge Harry Schrank
- 1944 : Dangerous Passage : Postal Clerk
- 1944 : Une femme sur les bras (Practically Yours), de Mitchell Leisen : Sénateur Cowling

### Années 1945-1950
- 1945 : Grissly's Millions : John Frey
- 1945 : High Powered : Jeff Hines
- 1945 : Les Amours de Salomé (Salome Where She Danced) de Charles Lamont : Sheriff
- 1945 : Le Prix du bonheur  (You Came Along) de John Farrow : Col. Dale V. Armstrong
- 1945 : Bewitched d'Arch Oboler : Mr. Herkheimer
- 1945 : L'Oncle Harry (The Strange Affair of Uncle Harry) de Robert Siodmak : Mr. Nelson
- 1945 : La Foire aux illusions (State Fair) de Walter Lang : Hog judge
- 1945 : Rhapsodie en bleu (Rhapsody in Blue) d'Irving Rapper : Rachmaninoff
- 1945 : La Rue rouge (Scarlet Street) : Globe Loan Office Manager
- 1946 : Le Secret de la madone (The Madonna's Secret) : The Riverman
- 1946 : En route vers l'Alaska (Road to Utopia) de Hal Walker : Mr Latimer
- 1946 : The Hoodlum Saint : Allan Smith, Times Editor
- 1946 : Johnny Comes Flying Home : Foreman
- 1946 : Le Dahlia bleu (The Blue Dahlia) de George Marshall : 'Dad' Newell
- 1946 : Le Retour à l'amour (Lover Come Back) de William A. Seiter
- 1946 : They Made Me a Killer : Henry (blacksmith)
- 1946 : Sans réserve (Without Reservations) de Mervyn LeRoy : Pullman conductor
- 1946 : One Exciting Week : Otis Piper
- 1946 : Hot Cargo : Tim Chapman
- 1946 : Rendezvous with Annie : Elmer Snodgrass
- 1946 : The Inner Circle (en) de Philip Ford : Henry Boggs
- 1946 : Down Missouri Way : Prof. Morris
- 1946 : Le Roman d'Al Jolson (The Jolson Story) d'Alfred E. Green : Sourpuss Movie Patron
- 1946 : La Mélodie du bonheur (Blue Skies) de Stuart Heisler : Dan (stage manager)
- 1946 : Californie terre promise (California)  de John Farrow : Chairman
- 1947 : Ils étaient quatre frères (Blaze of Noon) de John Farrow : M.. Thomas
- 1947 : Big Town : Station Agent
- 1947 : The Long Night d'Anatole Litvak : M.. Tully
- 1947 : Danger Street (en) de Lew Landers : Chief Bullward
- 1947 : The Trouble with Women (en) : Commissioner
- 1947 : Keeper of the Bees
- 1947 : Maman était new-look (Mother Wore Tights de Walter Lang : Withers
- 1947 : Cynthia  de Robert Z. Leonard : Gus Wood
- 1947 : Along the Oregon Trail : Jim Bridger
- 1947 : Les Corsaires de la terre (Wild Harvest) : Mike Alperson
- 1948 : California's Golden Beginning
- 1948 : Jingle, Jangle, Jingle : Pop Williams
- 1948 : Relentless : Horse Dealer
- 1948 : The Inside Story : J.J. Johnson
- 1948 : Un million clé en main (M.. Blandings Builds His Dream House) : Eph Hackett
- 1948 : Alerte au ranch de Louis King : Jake
- 1948 : La Ville empoisonnée (The Walls of Jericho) : Dr Patterson
- 1948 : Les Amants de la nuit (They Live by Night) : Mobley
- 1948 : Black Eagle de Robert Gordon : Clancy
- 1948 : Disaster : Pop Hansford
- 1948 : Le Droit de tuer (An Act of Murder) : Judge Jim Wilder
- 1948 : Smith le taciturne (Whispering Smith) : shérif McSwiggin
- 1948 : Acte de violence (Act of Violence) : Boat Rental Man at Redwood Lake
- 1949 : Les Quatre Filles du docteur March (Little Women) : M.. Grace
- 1949 : Les Belles Promesses (The Green Promise) de William D. Russell : M.. Grenstedt, Banker
- 1949 : Big Jack de Richard Thorpe : Will Farnsworth
- 1949 : The Price of Freedom
- 1949 : Le Démon de l'or (Lust for Gold) de S. Sylvan Simon : Assayer
- 1949 : Brimstone : Martin Tredwell, Editor Gunsight Sentinel
- 1949 : Miss Grain de sel (Miss Grant Takes Richmond) de Lloyd Bacon : Roscoe Johnson
- 1949 : Les Fous du roi (All the King's Men) : Dolph Pillsbury
- 1949 : Madame porte la culotte (Adam's Rib) : juge Marcasson
- 1949 : Mrs. Mike : Dr McIntosh

### Années 1950-1954
- 1950 : House by the River : l'inspecteur Sarten
- 1950 : Le Petit Train du Far West (A Ticket to Tomahawk) : Dodge
- 1950 : The Savage Horde : le juge Cole
- 1950 : La porte s'ouvre (No Way Out) : Dr Cheney, coroner
- 1950 : Sunset in the West : le shérif Tad Osborne
- 1950 : Walk Softly, Stranger : Jake, joueur de poker
- 1950 : Dallas, ville frontière (Dallas) : le juge Harper
- 1951 : The Living Christ Series : Hérode le grand
- 1951 : La Vallée de la vengeance (Vengeance Valley) : M.. Willoughby
- 1951 : Mon passé défendu (My Forbidden Past) : Luther Toplady
- 1951 : Excuse My Dust : le juge de la course
- 1951 : Never Trust a Gambler : capitaine Douglas
- 1951 : Le Grand Attentat (The Tall Target) : M.. Ogden, passager du train
- 1951 : On murmure dans la ville (People Will Talk) : John Higgins
- 1952 : Scandale à Las Vegas (The Las Vegas Story) : Mike Fogarty'
- 1952 : Un garçon entreprenant (Young Man with Ideas) de Mitchell Leisen : un invité à la fête (non crédité)
- 1952 : Paula, de Rudolph Maté : Raymond Bascom
- 1952 : Lydia Bailey : le consul
- 1952 : Prisonniers du marais (Lure of the Wilderness) de Jean Negulesco : le shériff Brink
- 1952 : Holiday for Sinners : l'homme au secours
- 1952 : La Sarabande des pantins (O. Henry's Full House) : le manager (The Clarion Call)
- 1952 : Sacré Printemps (The Happy Time) : Dr Marchaud
- 1953 : Niagara : Boatman
- 1953 : La Dernière Chevauchée (The Last Posse) d'Alfred L. Werker : Todd Mitchell
- 1953 : L'Équipée sauvage (The Wild One) : Art Kleiner
- 1954 : Rivière sans retour (River of No Return) : Trader
- 1954 : Johnny Guitare (Johnny Guitar) de Nicholas Ray : Ned, l'employé de banque
- 1954 : Le Raid (The Raid) de Hugo Fregonese : Josiah Anderson

### Années 1955-1959
- 1955 : Born in Freedom: The Story of Colonel Drake : Joel D. Angier
- 1955 : Pour que vivent les hommes (Not as a Stranger) : M.. Roberts
- 1955 : L'Homme du Kentucky (The Kentuckian) : John Decker (shopkeeper)
- 1955 : Les Implacables (The Tall Men) : Gus, the Bartender at Black Nugget Saloon
- 1955 : L'Homme au bras d'or (The Man with the Golden Arm) : Harry Lane
- 1955 : Condamné au silence (The Court-Martial of Billy Mitchell) : Adm. William S. Sims
- 1956 : Passé perdu (These Wilder Years) de Roy Rowland : Old Cab Driver
- 1957 : Le Shérif de fer (The Iron Sheriff) de Sidney Salkow : Juge
- 1957 : Les Naufragés de l'autocar (The Wayward Bus) de Victor Vicas : Van Brunt
- 1957 : Johnny Tremain : Ephraim Lapham
- 1957 : Un seul amour (Jeanne Eagels) de George Sidney : Marshal
- 1958 : The Missouri Traveler : Sheriff Peavy
- 1958 : Les Pillards du Kansas (Quantrill's Raiders) d'Edward Bernds : juge Wood
- 1958 : Le Salaire de la violence de Phil Karlson : le Juge
- 1959 : Ne tirez pas sur le bandit (Alias Jesse James) de Norman Z. McLeod : Titus Queasley
- 1959 : The 30 Foot Bride of Candy Rock (en) de Sidney Miller (en) : Pentagon General

### Années 1960
- 1960 : Procès de singe (Inherit the Wind) de Stanley Kramer : le vendeur de bibles
- 1961 : New Mexico (The Deadly Companions) de Sam Peckinpah : Docteur Acton
- 1961 : Twenty Plus Two (en) de Joseph M. Newman : Morgue Attendant
- 1962 : Les Nerfs à vif (Cape Fear) de J. Lee Thompson : Dr Pearsall